# Manfred Lepa
Manfred Lepa (* 5. März 1936 in Wuppertal) war von 1982 bis 2001 Richter am Bundesgerichtshof.

## Leben
Nach Abschluss seiner juristischen Ausbildung trat Lepa 1964 in den Justizdienst des Landes Nordrhein-Westfalen ein. Nachdem er zunächst als wissenschaftlicher Mitarbeiter an das Bundesjustizministerium abgeordnet worden war, wechselte er in den Verwaltungsdienst und wurde innerhalb des Ministeriums zunächst zum Oberregierungsrat, später zum Regierungsdirektor und zum Ministerialrat ernannt.
1982 wurde Lepa zum Richter am Bundesgerichtshof gewählt. Das Präsidium wies ihn dem VI. Zivilsenat zu, dem er während der gesamten Zeit seiner Zugehörigkeit zum Bundesgerichtshof, ab 1996 auch als stellvertretender Vorsitzender, angehörte.
Am 31. März 2001 trat Lepa in den Ruhestand ein.